# Philosopher’s Information Center
El Centro de Información de Filosofía (en inglés: Philosopher's Information Center) es una organización educativa sin ánimo de lucro estadounidense. El centro fue fundado en 1967 por Richard H. Lineback, que continúa siendo su presidente.
El centro es editor de The Philosopher's Index, una base de datos puesta en marcha en 1967 de bibliografía completa de publicaciones en filosofía y disciplinas relacionadas que datan de 1902 y tienen su origen en 140 países. Desde su fundación, el centro ha trabajado para ampliar el alcance del índice. El centro ha recibido financiación del Fondo Nacional para las Humanidades para proyectos retrospectivos, internacionales y de libros.

## Publicaciones
Entre las publicaciones del centro, en colacoración con la casa editora EBSCO, de la Universidad de Illinois en Urbana-Champaign y con la Bowling Green State University han salido a la calle: International Directory of Philosophy, The Philosopher's Index Thesaurus, la revista académica de historia de la filosofía History of Philosophy Quarterly y la revista Philosophy research archives, después llamada Journal of Philosophical Research.